# Jewgenija Iwanowna Setschenowa

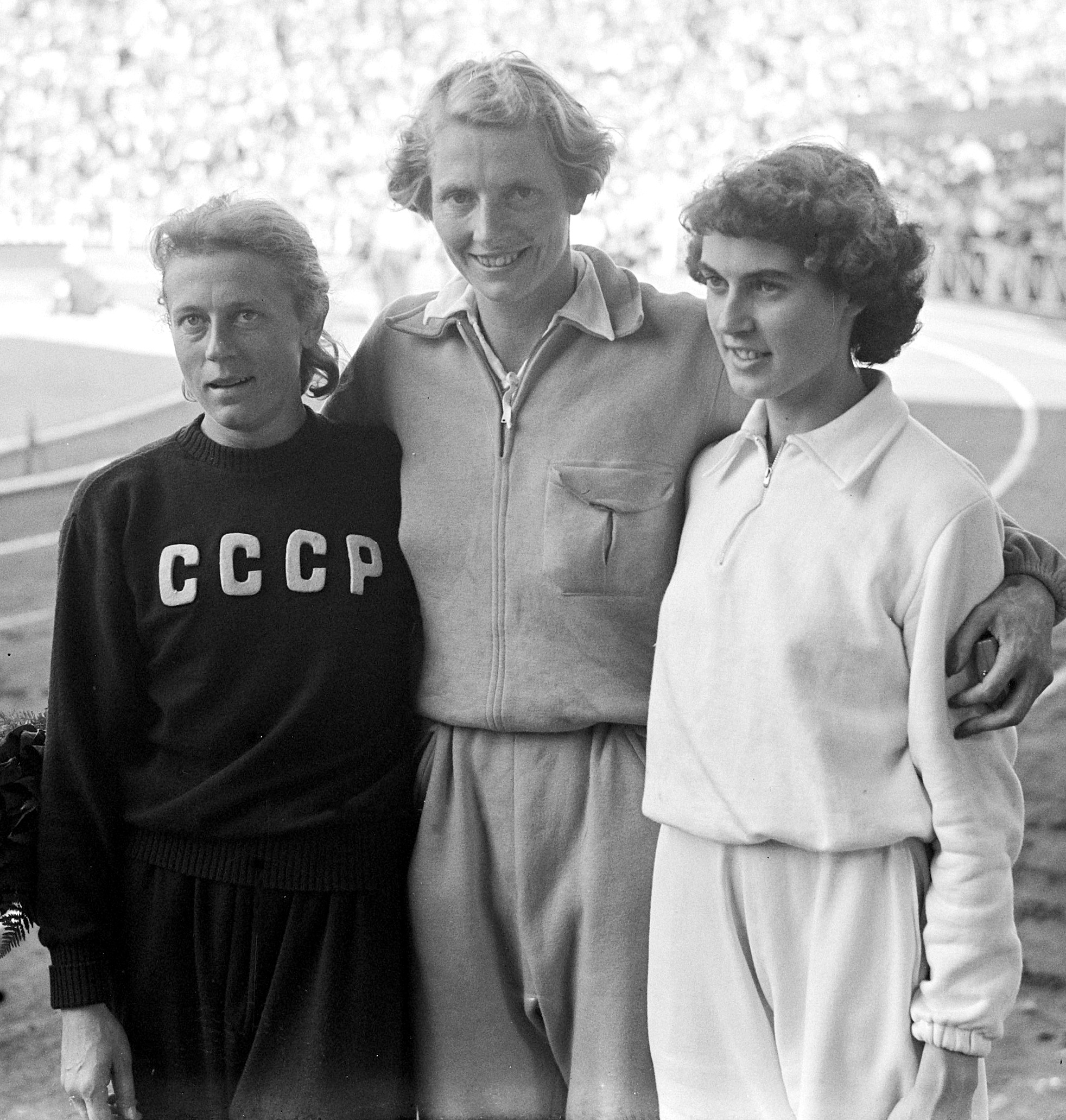
Jewgenija Setschenowa (links), Fanny Blankers-Koen und Dorothy Manley 1950

Jewgenija Iwanowna Setschenowa (russisch Евгения Ивановна Сеченова; * 17. August 1918 in Sewastopol; † Juni 1990) war eine sowjetische Leichtathletin. Bei einer Körpergröße von 1,73 m betrug ihr Wettkampfgewicht 60 kg.
Jewgenija Setschenowa war die erfolgreichste sowjetische Sprinterin der 1940er Jahre. Sie gewann je zwei Gold-, Silber- und Bronzemedaillen bei Europameisterschaften.

## Karriere
Sie gewann schon 1939 ihre erste Sowjetische Meisterschaft im 200-Meter-Lauf, 1940 wurde sie Meisterin über 100 Meter und über 200 Meter. 1944 gewann sie erneut über 200 Meter. Nach dem Krieg gewann sie 1946/1947 und 1949/1950 über 100 Meter und 1946 und 1949 über 200 Meter.
Bei dem Ende August 1946 in Oslo ausgetragenen ersten Europameisterschaften nach dem Zweiten Weltkrieg trat die Sowjetunion erstmals bei einer internationalen Meisterschaft an. Jewgenija Setschenowa gewann in 11,9 s über 100 Meter mit drei Zehntelsekunden Vorsprung auf die Britin Winifred Jordan. Über 200 Meter gewann Setschenowa in 25,4 s, Jordan wurde in 25,6 s erneut Zweite. Mit der sowjetischen 4-mal-100-Meter-Staffel gewann sie in 48,7 s Bronze hinter den Staffeln aus den Niederlanden und aus Frankreich.
Vier Jahre später bei den Europameisterschaften 1950 in Brüssel gewann sie über 100 Meter in 12,3 s Silber hinter Fanny Blankers-Koen in 11,7 s. Über 200 Meter lag sie in 24,8 s noch deutlicher hinter der niederländischen Ausnahmeathletin, die in 24,0 s gewann. Mit der Staffel gewann sie in 47,5 s erneut Bronze, diesmal hinter den Staffeln aus Großbritannien und aus den Niederlanden, die beide mit 47,4 s gestoppt wurden.
1952 in Helsinki trat die Sowjetunion erstmals bei Olympischen Spielen an. Setschenowa schied über 200 Meter in 25,2 s im Halbfinale aus. Mit der Staffel erreichte sie das Finale. Die sowjetische Staffel belegte in 46,3 s den vierten Platz hinter den Staffeln aus den USA, der Bundesrepublik Deutschland und aus Großbritannien.

## Bestleistungen
- 100 Meter: 11,8 s (1951)
- 200 Meter: 24,7 s (1951)